# 蔵重浩一郎
蔵重 浩一郎（くらしげ こういちろう、1971年12月10日 - ）は、山口県出身の元騎手（地方・金沢所属）。

## 経歴
1989年4月16日の金沢第1競走アラ系4才以上C3・ケンロクカガヤキ（9頭中9着）で初騎乗を果たすと、同30日に第2競走アラ系4才以上C4・ギンリントモウタで初勝利を挙げる 。
1996年にはスプリングカップでアラシに騎乗し、1995年に北國王冠を制したエビスライトオー、ウットマン・キタシバスペインを破って制覇。1997年には120勝を挙げて初のリーディングジョッキーを獲得し、NARグランプリベストフェアプレイ賞を受賞 。同年と1998年、2000年から2003年までの4年連続と6度のリーディングジョッキーを獲得。
1997年には連対率10割のトーシンイチバンで、1999年にはリードジャイアンツで中日杯を見事に制覇し  、1999年はツルギネオンで北國アラブチャンピオン・黒百合賞を制す。
2000年にはリードジャイアンツでスプリングカップを制し、このレースで通算1000勝を達成。オールジャパンリーディングジョッキーで石崎隆之（船橋）、吉田稔（愛知）、小牧太（兵庫）、向山牧（新潟）、水野貴史（高崎）、鮫島克也（佐賀）を抑えて優勝。
2000年にはシズノサンデーで暮れの中日杯をトラベラーの2着と健闘し、2001年には1500mのスプリンターズカップと東海・近畿交流の読売レディス杯に勝ち重賞を連勝。
2001年には北國王冠でボナンザーローマンに騎乗し、イズミカツリュウとの競り合いを制す  。
2002年には日米のトップジョッキーがポイント制で腕を競う「日米友好ジョッキーシリーズ」（大井）に参戦し、地元の的場文男にアメリカのビクター・エスピノーザ、石崎、見澤譲治（浦和）、今野忠成（川崎）、平澤則雄（宇都宮）、小牧、板垣吉則（上山）、五十嵐冬樹（北海道）、四位洋文（中央）と腕を競って総合4位と大健闘すると、園田の楠賞全日本アラブ優駿でチョウヨームサシで大金星を手にした。楠賞では7連勝中で断然の人気を背負ったミスターサックスを、9番人気であったチョウヨームサシで差し切るが、実況の吉田勝彦は「チョウヨームサシが、なんとミスターサックスをかわす気か!?かわす気か!?」と絶叫した。スーパーベルガーでは開幕戦の菊桜特別から暮れの北國アラブチャンピオンまで重賞6勝を挙げ、セイユウ記念アラブグランプリで名古屋の怪物マリンレオに負けたのが唯一の敗戦で、獲得賞金はサラアラ通じてナンバーワンとなった。
2003年には地元馬では負け知らずのスーパーベルガーで石川テレビ杯、底力で牡馬を撫で切って2連覇の北國アラブチャンピオン、4歳になって好位からの競馬を始めたトゥインチアズでスプリングカップ・ジェイティービー賞・百万石賞を制するなど、重賞最多勝利騎手となる。JRA交流戦でも3勝するなど、押しも押されもせぬ金沢のエースとなった。
2004年には1月4日第8競走北陸コカ・コーラボトリング特別・カゼノホホエミで通算1500勝を達成するが、10月18日の金沢第5競走サラ系C級2組6・コスモキングが最後の勝利となり、同25日の第8競走サラ系B級1組2・イブキリアリズム（9頭中6着）が最後の騎乗となる 。同日のレースで「馬の追い方が足りない」として3日間の騎乗停止処分を受け、これを不服として翌26日に予定していた騎乗をキャンセル。以前から運営側の方針に不満を持っていた蔵重は停止期間明けも騎乗せず、免許取り消し申請を提出。11月15日付で受理され、同年限りで現役を引退。

## 通算成績
- 地方 - 8157戦1555勝 勝率19.1% 連対率34.9%
- 中央 - 11戦0勝

### 主な騎乗馬
※斜体は地方交流競走。
- メイタカクイン（1991年読売杯）
- アラシ（1996年スプリングカップ）
- ユキノゴールド（1997年読売レディス杯）
- トーシンイチバン（1997年中日杯）
- ツルギネオン（1999年黒百合賞・北國アラブチャンピオン）
- リードジャイアンツ（1999年中日杯、2000年スプリングカップ）
- チョウヨームサシ（2001年アラブフレッシュカップ、2002年楠賞全日本アラブ優駿・アラブ大賞典）
- シズノサンデー（2001年読売レディス杯）
- ボナンザーローマン（2001年北國王冠）
- スーパーベルガー（2002年, 2003年石川テレビ杯・北國アラブチャンピオン、2002年菊桜特別・黒百合賞・農協牛乳杯・中京スポーツ賞）
- トゥインチアズ（2002年MRO金賞、2003年スプリングカップ・ジェイティービー賞・百万石賞）
- キビノジョージ（2004年アラブスプリントカップ）